# Kevin Garcia
Kevin Garcia (New York, 21 agosto 1990) è un ex calciatore statunitense, di ruolo difensore.

## Carriera
Ha giocato nella massima serie dei campionati irlandese e nordamericano (statunitense).